# Antônio (Khrapovitski)
Antônio (em russo: Антоний; romaniz.: Antoni; nascido: Alexei Pavloviche Khrapovitski; em russo: Алексей Павлович Храповицкий; 17 de Março de 1863, Vatagino (agora Distrito de Okulovski, Oblast de Novogárdia), Império Russo - 10 de Agosto de 1936, Sremski Karlovci, Reino da Iugoslávia) foi um bispo da Igreja Ortodoxa Russa no Império Russo, Metropolita de Quieve e Galícia, que após a derrota do Exército Branco do general Piotr Wrangel no sul da Rússia, em novembro de 1920, emigrou em 1921 e se estabeleceu em Sremski Karlovci, Sérvia. Ele, junto com vários outros bispos russos no exílio, estabeleceu uma administração independente da Igreja russa que buscava abraçar toda a diáspora ortodoxa russa, conhecida como Igreja Ortodoxa Russa Fora da Rússia (ROCOR).